# Thaumatomma
Thaumatomma is een geslacht van kreeftachtigen uit de klasse van de Ostracoda (mosselkreeftjes).

## Soort
- Thaumatomma piscifrons Kornicker & Sohn, 1976